# Helogyne
Helogyne es un género de plantas perteneciente a la familia Asteraceae. Comprende 12 especies descritas y de estas, solo 5 aceptadas.  Es originario de Sudamérica.

## Descripción
Las plantas de este género sólo tienen disco (sin rayos florales) y los pétalos son de color blanco, ligeramente amarillento blanco, rosa o morado (nunca de un completo color amarillo).

## Taxonomía
El género fue descrito por Thomas Nuttall y publicado en Transactions of the American Philosophical Society, new series, 7: 449. 1841. La especie tipo es Helogyne apaloidea Nutt. 

## Especies aceptadas
A continuación se brinda un listado de las especies del género Helogyne aceptadas hasta junio de 2012, ordenadas alfabéticamente. Para cada una se indica el nombre binomial seguido del autor, abreviado según las convenciones y usos.
- Helogyne apaloidea Nutt.
- Helogyne calocephala Mattf.
- Helogyne macrogyne (Phil.) B.L.Rob.
- Helogyne straminea (DC.) B.L.Rob.
- Helogyne virgata (Rusby) B.L.Rob.